# De Plank
De Plank (ook: De Planck of Plank, Frans: La Planck) is een gehucht in de gemeente Voeren in de Belgische provincie Limburg. Bij de Plank is de grensovergang op de weg van Margraten naar Aubel. Het gehucht ligt tussen Sint-Martens-Voeren en het meer oostelijk gelegen Teuven. Het gedeelte ten westen van de weg Margraten - Aubel hoorde bij Sint-Martens-Voeren. Dit is het grootste stuk. Het gebied ten oosten van de weg hoorde bij Teuven. Er hoort ook één hoeve bij de Nederlandse gemeente Slenaken, net zoals de meeste huizen van het gehucht Schilberg.
Het is de grootste plaats in Voeren die nooit gemeente was. Diverse gehuchten worden tot De Plank gerekend: Konenbos, Krindaal, Ulvend, Schilberg, de Eiken; allemaal min of meer gelegen op de hoogte rondom De Plank. Die hoogte vormt de waterscheiding tussen de beken Gulp, Veurs en Noor(beek).
Vanuit het zuiden komt vanaf knooppunt Battice via Aubel de N648 in het gehucht, die aan Nederlandse zijde van de grens overgaat in de N598: de weg van De Hut naar De Plank. Deze weg voert over deze hoogte.
Ten noordoosten van De Plank ligt Nurop, ten oosten ligt Teuven, ten zuiden ligt het Veursbos waaronder de tunnel van Veurs doorgaat, ten zuidwesten liggen het Broekbos, Veurs en Sint-Martens-Voeren, en ten noordwesten ligt Ulvend.

## Geschiedenis
Tijdens de Tweede Wereldoorlog, in de nacht van 5 op 6 augustus 1941 werden vijf Britse bommenwerpers neergeschoten door de Duitse bezetter. Een ervan, een Vickers Wellington, stortte neer op De Plank; alle zes de bemanningsleden kwamen om in de vlammen. Zij werden begraven op het kerkhof naast de Sint-Martinuskerk in Sint-Martens-Voeren.

## Bezienswaardigheden
- De Sint-Rochuskapel van 1860
- Diverse vakwerkhoeven en -schuren, zoals: De Plank 109, 118 en 122.

## Nabijgelegen kernen
Slenaken, Teuven, Aubel, Sint-Pieters-Voeren
Deelgemeenten: 's-Gravenvoeren · Moelingen · Remersdaal · Sint-Martens-Voeren · Sint-Pieters-Voeren · Teuven

Overige kernen: Berg · Drink · Gieveld · Hagelstein · Ketten · Knap · Krindaal · Nurop · Obsinnich · Peerds · De Plank · Reesberg · Rullen · Schilberg · Schophem · Schoppemerheide · Sinnich · Snauwenberg · Stroevenbos · Swaan · Ulvend · Veld · Veurs

Belgische gemeenten · Arrondissement Tongeren · Limburg · Vlaanderen